# Von-Richter-Cinnolinsynthese
Die von Richter-Cinnolinsynthese oder Richter-Cyclisierung ist eine Namensreaktion in der organischen Chemie. Sie ist nach dem deutschen Chemiker Victor von Richter (1841–1891) benannt, der diese Reaktion erstmals im Jahr 1883 beschrieben hat, und dient der Synthese von Cinnolinderivaten.

## Übersichtsreaktion
In der originalen von Richter-Cinnolinsynthese reagiert 3-ortho-Aminopropiolsäure mit Natriumnitrit und Salzsäure und anschließender Aufarbeitung unter Hitzeeinwirkung zu 4-Hydroxcinnolin. 

## Reaktionsmechanismus
Im beschriebenen Reaktionsmechanismus findet zunächst unter Zugabe von Salzsäure und Natriumnitrit eine Diazotierung (s. Diazotierung) der 3-ortho-Aminopropiolsäure (1) statt. In Anwesenheit eines Halogenids (hier Chlorid) reagiert das Zwischenprodukt 2 in einer innermolekularen Cyclisierung, indem die Dreifachbindung von Wasser nukleophil angegriffen wird. Durch anschließende Aufarbeitung des cyclischen Zwischenprodukts 3 entsteht 4-Hydroxycinnolin-3-carbonsäure (5), welche durch Decarboxylierung zum Endprodukt 4-Hydroxycinnolin (6) reagiert.